# Marius Drăghici
Marius Daniel Drăghici (Bucarest, 27 gennaio 1976) è un ex pallavolista rumeno, attuale allenatore del Trailsend Volleyball Club di Oregon City.

## Palmarès

### Club
- Campionato rumeno: 1

1998-1999
- Campionato italiano A2: 1

2000-2001
- Coppa Italia di Serie A2

Finalista: 2000-2001, 2004-2005
- Coppa di Romania

Finalista: 2013-2014